# Campionato italiano di hockey su pista 1923
Il Campionato italiano 1923 è stato la 2ª edizione del torneo di primo livello del campionato italiano di hockey su pista.
Lo scudetto è stato conquistato dal Sempione per la prima volta nella sua storia.

## Stagione

### Formula
La competizione fu strutturata su un girone unico all'italiana con gare di sola andata tra le tre squadre partecipanti.

### Avvenimenti
Nel 1923 la Federazione italiana pattinaggio a rotelle, dopo l'esperimento dell'anno precedente, organizzò la seconda edizione del campionato italiano di hockey su pista. Rispetto all'edizione precedente le squadre passarono da quattro a tre, ma soprattutto non si iscrisse la squadra campione d'Italia della Excelsior Pola. Risultarono iscritte al torneo il Fascio Grion Pola, il Sempione e la Triestina. Al termine del campionato la squadra milanese si aggiudicò il titolo di campione d'Italia.

## Squadre partecipanti
| Club              | Stagione | Città   |
| ----------------- | -------- | ------- |
| Fascio Grion Pola | n.d.     | Pola    |
| Sempione          | dettagli | Milano  |
| Triestina         | dettagli | Trieste |

## Classifica finale
|  | Pos. | Squadra           | Pt | G | V | N | P | GF | GS | DR |
|  | ---- | ----------------- | -- | - | - | - | - | -- | -- | -- |
|  | 1.   | Sempione          | ?  |   |   |   |   |    |    |    |
|  | 2.   | Triestina         | ?  |   |   |   |   |    |    |    |
|  | 3.   | Fascio Grion Pola | ?  |   |   |   |   |    |    |    |

Legenda:
      Campione d'Italia.
Note:
Due punti a vittoria, uno a pareggio, zero a sconfitta.

## Risultati
| 1923 | Fascio Grion Pola | ? – ? | Sempione |  |

| 1923 | Sempione | ? – ? | Triestina |  |

| 1923 | Fascio Grion Pola | ? – ? | Triestina |  |

## Verdetti
| Verdetto               | Club                 |
| ---------------------- | -------------------- |
| Campione d'Italia 1923 | Sempione (1º titolo) |

### Squadra campione
| N° | Naz.              | Ruolo | Sportivo          |  |  |  |
| -- | ----------------- | ----- | ----------------- |  |  |  |
|    | Italia (bandiera) | E     | Aldrighetti       |  |  |  |
|    | Italia (bandiera) | E     | Castellano        |  |  |  |
|    | Italia (bandiera) | E     | Enrico De Filippi |  |  |  |
|    | Italia (bandiera) | E     | Natale Gaudenzi   |  |  |  |
|    | Italia (bandiera) | E     | Enrico Josti      |  |  |  |
|    | Italia (bandiera) | P     | Moneta            |  |  |  |
|    | Italia (bandiera) | E     | Tozzi             |  |  |  |